# Евелін (фільм)
«Евелін» (англ. Evelyn) — ірландська драма режисера Брюса Бересфорда, заснована на реальних подіях
. У головних ролях Пірс Броснан і Софі Вавасо. Прем'єра фільму відбулася 9 вересня 2002 на міжнародному кінофестивалі в Торонто.

## Сюжет
Фільм знятий за реальними подіями, які відбулися в Ірландії в 1953 році. Від безробітного Десмонда Дойла (Пірс Броснан) пішла дружина і залишила на піклування трьох дітей — двох хлопчиків і дівчинку. Незабаром він залишився і без дітей, яких забрали органи опіки, так як за законом Ірландії було заборонено виховувати дітей у неблагополучних сім'ях. Десмонд починає судитися з урядом країни і католицькою церквою, які позбавили його права спілкуватися з власними дітьми.

## У ролях
- Пірс Броснан — Десмонд Дойл
- Софі Вавасо — Евелін Дойл
- Ніелл Біган — Дермот Дойл
- Х'ю МакДонах — Морс Дойл
- Майрід Девлін — Шарлотта Дойл
- Джуліанна Маргуліс — Бернадетт Бітті
- Стівен Рі — Майкл Бітті
- Алан Бейтс — Том Конноллі
- Френк Келлі — Хенрі Дойл